# Навітряні острови
Навітряні острови — група коралових і вулканічних островів в Карибському морі (Кариби), західна частина архіпелагу Малі Антильські острови між Віргінськими островами і островом Тринідад. Відкриті Христофором Колумбом в 1493—1502 роках. Назва пояснюється навітряним розташуванням островів відносно до північно-східного пасату.
Найбільші острови:
- Гваделупа;
- Домініка;
- Мартиніка;
- Гренада;
- Сент-Вінсент і Гренадини;
- Сент-Люсія;
- Антигуа і Барбуда та інші.

На Навітряних островах розташовані незалежні держави (Гренада, Домініка, Сент-Вінсент і Гренадини, Сент-Люсія), а також володіння Великої Британії, Франції і Нідерландів.
Загальна площа близько 6 тисяч км². Рельєф переважно гірський, висота до 1 447 метрів (на Домініці). Є діючі вулкани, в тому числі Монтань-Пеле. Клімат тропічний, пасатний. Опадів до 1 500—2 000 мм на рік (максимум влітку). Природна рослинність (вічнозелені ліси і чагарники) збереглась лише місцями. Плантації цукрової тростини, цитрусових, кави, какао, бананів.
Найважливіші міста: Фор-де-Франс (Мартиніка), Пуент-а-Пітр і Бас-Тер (Гваделупа), Кастрі (Сент-Люсія).